# W Racing Team
W Racing Team (Team WRT) – belgijski zespół wyścigowy założony w 2009 roku. Zespół znany jest głównie ze startów w seriach wyścigowych samochodów GT. W latach 2019–2020 startował w DTM, a od 2021 roku ściga się w World Endurance Championship.

## Historia zespołu

### 2021
21 stycznia zespół ogłosił rozpoczęcie programu LMP2 w World Endurance Championship z Robinem Frijnsem potwierdzonym jako pierwszy kierowca załogi. 26 lutego Ferdinand Habsburg oraz Charles Milesi zostali potwierdzeni jako pozostali kierowcy tej ekipy. Załoga ta zdobyła tytuł mistrzowski kierowców oraz zespołów LMP2 wygrywając 3 wyścigi, w tym Le Mans, oraz 4-krotnie stając na podium.
12 lutego WRT poinformował o programie wyścigowym LMP2 w European Le Mans Series z Robertem Kubicą w składzie. 2 marca Louis Delétraz i Yifei Ye zostali potwierdzeni jako pozostali kierowcy tej załogi. Załoga ta zdobyła tytuł mistrzowski kierowców i zespołów LMP2 wygrywając 3 wyścigi i 4-krotnie stając na podium. Kubica, Delétraz i Ye wystartowali też w wyścigu Le Mans. Rozpoczynali oni ostatnie okrążenie wyścigu jako liderzy klasy LMP2, jednak z powodu zwarcia w sterowniku silnika samochód zatrzymał się na torze. Nie przekroczyli oni linii mety i z tego powodu zostali niesklasyfikowani w tym wyścigu.
W GT World Challenge Europe zespół WRT wystawił 3 auta. Załoga z Driesem Vanthoorem i Charles'em Weertsem w składzie zdobyła tytuł mistrzowski zespołów oraz kierowców cyklu Sprint Cup oraz pełnego sezonu GT World Challenge Europe. WRT zdobył tytuł mistrzowski zespołów cyklu Endurance Cup.

### 2022
11 stycznia WRT ogłosił wystawienie dwóch prototypów LMP2 w World Endurance Championship. Drugie auto wystawione zostało we współpracy ze szwajcarskim RealTeam. 
Sean Gelael, Robin Frijns i René Rast stanowili skład załogi #31 WRT. Dries Vanthoor zastąpił René Rasta podczas wyścigu 6 Hours of Fuji. Frijns i Gelael uplasowali się na 2. miejscu w klasyfikacji kierowców LMP2. To samo miejsce zajęło auto #31 WRT w klasyfikacji zespołów. Załoga #31 wygrała 3 wyścigi i 4-krotnie stawała na podium.
Rui Andrade, Ferdinand Habsburg i Norman Nato byli kierowcami załogi #41 RealTeam by WRT. Uplasowali się oni na 4. miejscu w klasyfikacji kierowców jak i zespołów LMP2. Załoga #41 wygrała 1 wyścig i 3-krotnie stawała na podium.
13 stycznia zespół WRT poinformował o zakontraktowaniu Valentino Rossiego na sezon 2022 serii GT World Challenge Europe. Łącznie belgijski zespół wystawił 5 aut w ramach GT World Challenge Europe. Załoga Dries Vanthoor–Charles Weerts obroniła tytuły mistrzowskie kierowców i zespołów w cyklu Sprint Cup.
2 sierpnia zespół ogłosił zakończenie wieloletniej współpracy z Audi Sport. Tego samego dnia BMW ogłosiło nawiązanie współpracy z zespołem WRT, w ramach której belgijski zespół ma wystawić dwa prototypy BMW M Hybrid V8 w World Endurance Championship od sezonu 2024.
3 października zespół WRT po raz pierwszy przetestował samochód BMW M4 GT3.

### 2023
W wyścigu 24H Dubai zespół WRT zadebiutował z BMW M4 GT3 w warunkach wyścigowych. Załoga #7 Team WRT w składzie Mohammed Saud Fahad Al Saud, Diego Menchaca, Jean-Baptiste Simmenauer, Dries Vanthoor i Jens Klingmann zwyciężyła w wyścigu.
11 stycznia lista zgłoszeń na pełny sezon World Endurance Championship ujawniła, że WRT wystawi dwa auta w kategorii LMP2. W załodze #31 pozostał Sean Gelael, a w #41 Rui Andrade. 2 lutego zespół WRT ogłosił, że do załogi #41 dołączą Louis Delétraz i Robert Kubica. 17 lutego zespół WRT poinformował, że Robin Frijns i Ferdinand Habsburg będą pozostałymi kierowcami załogi #31. Załoga #31, Frijns-Habsburg-Gelael, uplasowała się na czwartym miejscu zarówno w klasyfikacji zespołów jak i kierowców LMP2 z dorobkiem 94 punktów. Dwukrotnie stanęli na podium a ich najlepszym wynikiem w sezonie było drugie miejsce wywalczone w Bahrajnie. Załoga #41, Adrade-Delétraz-Kubica, zdobyła mistrzostwo kierowców i zespołów LMP2 z przewagą 59 punktów nad wicemistrzami. W sześciu z siedmiu wyścigów sezonu stawali na podium, z czego trzykrotnie na najwyższym jego stopniu. Zwycięstwa odnieśli na torach Spa, Fuji oraz Bahrain.
28 lutego WRT przedstawił pełne plany wyścigowe w GT World Challenge Europe. Zespół zaplanował wystawienie 4 aut zarówno w pucharze Sprint jak i pucharze Endurance. Calan Williams i Niklas Krütten, z załogi #30 Team WRT, zdobyli tytuły mistrzowskie kierowców klasy Gold w pucharze Sprint oraz pełnego cyklu GT World Challenge Europe.

### 2024
27 listopada 2023 roku lista zgłoszeń na pełny sezon World Endurance Championship 2024 ujawniła, że WRT wystawi łącznie cztery auta – dwa w kategorii Hypercar oraz dwa w kategorii LMGT3. W klasie Hypercar auta WRT rywalizować będą z nuerami 15 i 20. Pełne obsady tych aut BMW M i zespół WRT zaprezentowały 17 stycznia 2024 roku. W załodze #15 pojadą Raffaele Marciello, Dries Vanthoor oraz Marco Wittmann. Załogę #20 stworzą Robin Frijns, Sheldon van der Linde i René Rast. W klasie LMGT3 auta WRT będą startować z nuerami 31 i 46 a ich pełne składy zespół ogłosił 2 lutego 2024 roku. Załogę #31 reprezentować będą Augusto Farfus, Sean Gelael oraz Darren Leung. W załodze #46 wystartują Ahmad Al Harthy, Maxime Martin i Valentino Rossi.
Również 2 lutego zespół WRT poinformował o swoich zgłoszeniach w GT World Challenge Europe. WRT wystawi 3 pełnosezonowe auta zarówno w pucharze Sprint jak i pucharze Endurance. W pucharze Endurance auta wystartują z numerami 30, 32 oraz 46. Auto #30 rywalizować będzie w kategorii Bronze, a jego kierowcami będą Ahmad Al Harthy, Sam De Haan i Jens Klingmann. Załoga #32 będzie ścigać się w klasie Pro z Driesem Vanthoorem, Charles'em Weertsem i Sheldonem van der Linde w składzie. Załogę auta #46, również w kategorii Pro, utworzą Raffaele Marciello, Maxime Martin i Valentino Rossi. W pucharze Sprint zespół WRT wystawi auta z numerami 30, 31 i 32. Załoga #30 rywalizować będzie w kategorii Silver a jej kierowcami będą Sam De Haan i Calan Williams. Skład załogi #31 nie został wtedy jeszcze ujawniony. Dries Vanthoor i Charles Weerts ponownie utworzą załogę #32 w klasie Pro. Dodatkowo Maxime Martin i Valentino Rossi wystartują w załodze #46 w rundach na torach Brands Hatch i Misano.

## Osiągnięcia i wyniki

### Wygrane wyścigi długodystansowe
- 24 Hours of Spa-Francorchamps: 2011, 2014
- 24 Hours of Nürburgring: 2015
- 12 Hours of Bathurst: 2018
- 24 Hours of Le Mans: 2021 (w klasie LMP2)

Źródło: 

### Mistrzostwa
- Blancpain Endurance Series / GT World Challenge Europe Endurance Cup
  - Mistrz zespołów: 2011, 2012, 2014, 2015, 2021
- FIA GT Series / Blancpain Sprint Series / Blancpain GT Series Sprint Cup / GT World Challenge Europe Sprint Cup
  - Mistrz zespołów: 2013, 2014, 2015, 2016, 2017, 2018, 2020, 2021, 2022
- Blancpain GT Series / GT World Challenge Europe
  - Mistrzostwo zespołów: 2014, 2015, 2020, 2021
- FIA World Endurance Championship
  - Mistrzostwo zespołów LMP2: 2021, 2023
- European Le Mans Series
  - Mistrzostwo zespołów LMP2: 2021

Źródło: 

### 24 Hours of Le Mans
| Sezon | Nazwa           | Klasa    | Nr | Samochód        | Kierowcy                                         | Okrążenia | Poz. | Poz. kl. | Źródło |
| ----- | --------------- | -------- | -- | --------------- | ------------------------------------------------ | --------- | ---- | -------- | ------ |
| 2021  | Team WRT        | LMP2     | 31 | Oreca 07        | Robin Frijns Ferdinand Habsburg Charles Milesi   | 363       | 6    | 1        | [ 34 ] |
| 2021  | Team WRT        | LMP2     | 41 | Oreca 07        | Louis Delétraz Robert Kubica Yifei Ye            | 362       | NS   | NS       | [ 34 ] |
| 2022  | WRT             | LMP2     | 31 | Oreca 07        | Sean Gelael Robin Frijns René Rast               | 285       | NU   | NU       | [ 35 ] |
| 2022  | Team WRT        | LMP2     | 32 | Oreca 07        | Rolf Ineichen Mirko Bortolotti Dries Vanthoor    | 366       | 15   | 11       | [ 35 ] |
| 2022  | RealTeam by WRT | LMP2     | 41 | Oreca 07        | Rui Andrade Ferdinand Habsburg Norman Nato       | 362       | 21   | 17       | [ 35 ] |
| 2023  | Team WRT        | LMP2     | 31 | Oreca 07        | Robin Frijns Sean Gelael Ferdinand Habsburg      | 327       | 13   | 5        | [ 36 ] |
| 2023  | Team WRT        | LMP2     | 41 | Oreca 07        | Rui Andrade Louis Delétraz Robert Kubica         | 328       | 10   | 2        | [ 36 ] |
| 2024  | BMW M Team WRT  | Hypercar | 15 | BMW M Hybrid V8 | Raffaele Marciello Dries Vanthoor Marco Wittmann |           |      |          |        |
| 2024  | BMW M Team WRT  | Hypercar | 20 | BMW M Hybrid V8 | Robin Frijns Sheldon van der Linde René Rast     |           |      |          |        |
| 2024  | Team WRT        | LMGT3    | 31 | BMW M4 GT3      | Augusto Farfus Sean Gelael Darren Leung          |           |      |          |        |
| 2024  | Team WRT        | LMGT3    | 46 | BMW M4 GT3      | Ahmad Al Harthy Maxime Martin Valentino Rossi    |           |      |          |        |

### FIA World Endurance Championship
| Sezon | Nazwa           | Klasa    | Nr | Samochód        | Kierowcy                                                   | Wyniki w poszczególnych rundach | Wyniki w poszczególnych rundach | Wyniki w poszczególnych rundach | Wyniki w poszczególnych rundach | Wyniki w poszczególnych rundach | Wyniki w poszczególnych rundach | Wyniki w poszczególnych rundach | Wyniki w poszczególnych rundach | Punkty | Pozycja | Źródło |
| ----- | --------------- | -------- | -- | --------------- | ---------------------------------------------------------- | ------------------------------- | ------------------------------- | ------------------------------- | ------------------------------- | ------------------------------- | ------------------------------- | ------------------------------- | ------------------------------- | ------ | ------- | ------ |
| 2021  | Team WRT        | LMP2     | 31 | Oreca 07        | Robin Frijns Ferdinand Habsburg Charles Milesi             | SPA                             | POR                             | MON                             | LMS                             | BAH                             | BAH                             |                                 |                                 | 151    | 1       | [ 5 ]  |
| 2021  | Team WRT        | LMP2     | 31 | Oreca 07        | Robin Frijns Ferdinand Habsburg Charles Milesi             | 12                              | 4                               | 2                               | 1                               | 1                               | 1                               |                                 |                                 | 151    | 1       | [ 5 ]  |
| 2022  | Team WRT        | LMP2     | 31 | Oreca 07        | Robin Frijns Sean Gelael René Rast 1–4, 6 Dries Vanthoor 5 | SEB                             | SPA                             | LMS                             | MON                             | FUJ                             | BAH                             |                                 |                                 | 116    | 2       | [ 15 ] |
| 2022  | Team WRT        | LMP2     | 31 | Oreca 07        | Robin Frijns Sean Gelael René Rast 1–4, 6 Dries Vanthoor 5 | 2                               | 1                               | NU                              | 12                              | 1                               | 1                               |                                 |                                 | 116    | 2       | [ 15 ] |
| 2022  | RealTeam by WRT | LMP2     | 41 | Oreca 07        | Ferdinand Habsburg Norman Nato Rui Andrade                 | SEB                             | SPA                             | LMS                             | MON                             | FUJ                             | BAH                             |                                 |                                 | 96     | 4       | [ 15 ] |
| 2022  | RealTeam by WRT | LMP2     | 41 | Oreca 07        | Ferdinand Habsburg Norman Nato Rui Andrade                 | 3                               | 2                               | 10                              | 1                               | 4                               | 5                               |                                 |                                 | 96     | 4       | [ 15 ] |
| 2023  | Team WRT        | LMP2     | 31 | Oreca 07        | Robin Frijns Sean Gelael Ferdinand Habsburg                | SEB                             | POR                             | SPA                             | LMS                             | MON                             | FUJ                             | BAH                             |                                 | 94     | 4       | [ 26 ] |
| 2023  | Team WRT        | LMP2     | 31 | Oreca 07        | Robin Frijns Sean Gelael Ferdinand Habsburg                | 6                               | 6                               | 6                               | 4                               | NS                              | 3                               | 2                               |                                 | 94     | 4       | [ 26 ] |
| 2023  | Team WRT        | LMP2     | 41 | Oreca 07        | Rui Andrade Louis Delétraz Robert Kubica                   | SEB                             | POR                             | SPA                             | LMS                             | MON                             | FUJ                             | BAH                             |                                 | 173    | 1       | [ 26 ] |
| 2023  | Team WRT        | LMP2     | 41 | Oreca 07        | Rui Andrade Louis Delétraz Robert Kubica                   | 4                               | 3                               | 1                               | 2                               | 3                               | 1                               | 1                               |                                 | 173    | 1       | [ 26 ] |
| 2024  | BMW M Team WRT  | Hypercar | 15 | BMW M Hybrid V8 | Raffaele Marciello Dries Vanthoor Marco Wittmann           | QAT                             | IMO                             | SPA                             | LMS                             | SÃO                             | LSL                             | FUJ                             | BAH                             |        |         |        |
| 2024  | BMW M Team WRT  | Hypercar | 15 | BMW M Hybrid V8 | Raffaele Marciello Dries Vanthoor Marco Wittmann           |                                 |                                 |                                 |                                 |                                 |                                 |                                 |                                 |        |         |        |
| 2024  | BMW M Team WRT  | Hypercar | 20 | BMW M Hybrid V8 | Robin Frijns Sheldon van der Linde René Rast               | QAT                             | IMO                             | SPA                             | LMS                             | SÃO                             | LSL                             | FUJ                             | BAH                             |        |         |        |
| 2024  | BMW M Team WRT  | Hypercar | 20 | BMW M Hybrid V8 | Robin Frijns Sheldon van der Linde René Rast               |                                 |                                 |                                 |                                 |                                 |                                 |                                 |                                 |        |         |        |
| 2024  | Team WRT        | LMGT3    | 31 | BMW M4 GT3      | Augusto Farfus Sean Gelael Darren Leung                    | QAT                             | IMO                             | SPA                             | LMS                             | SÃO                             | LSL                             | FUJ                             | BAH                             |        |         |        |
| 2024  | Team WRT        | LMGT3    | 31 | BMW M4 GT3      | Augusto Farfus Sean Gelael Darren Leung                    |                                 |                                 |                                 |                                 |                                 |                                 |                                 |                                 |        |         |        |
| 2024  | Team WRT        | LMGT3    | 46 | BMW M4 GT3      | Ahmad Al Harthy Maxime Martin Valentino Rossi              | QAT                             | IMO                             | SPA                             | LMS                             | SÃO                             | LSL                             | FUJ                             | BAH                             |        |         |        |
| 2024  | Team WRT        | LMGT3    | 46 | BMW M4 GT3      | Ahmad Al Harthy Maxime Martin Valentino Rossi              |                                 |                                 |                                 |                                 |                                 |                                 |                                 |                                 |        |         |        |

### European Le Mans Series
| Sezon | Nazwa    | Klasa | Nr | Samochód     | Kierowcy                                     | Wyniki w poszczególnych rundach | Wyniki w poszczególnych rundach | Wyniki w poszczególnych rundach | Wyniki w poszczególnych rundach | Wyniki w poszczególnych rundach | Wyniki w poszczególnych rundach | Punkty | Pozycja | Źródło |
| ----- | -------- | ----- | -- | ------------ | -------------------------------------------- | ------------------------------- | ------------------------------- | ------------------------------- | ------------------------------- | ------------------------------- | ------------------------------- | ------ | ------- | ------ |
| 2016  | Team WRT | LMP2  | 47 | Ligier JS P2 | Will Stevens Dries Vanthoor Laurens Vanthoor | SIL                             | IMO                             | RBR                             | LEC                             | SPA                             | EST                             | 18     | 11      | [ 37 ] |
| 2016  | Team WRT | LMP2  | 47 | Ligier JS P2 | Will Stevens Dries Vanthoor Laurens Vanthoor | –                               | –                               | –                               | –                               | 2                               | –                               | 18     | 11      | [ 37 ] |
| 2021  | Team WRT | LMP2  | 41 | Oreca 07     | Louis Delétraz Robert Kubica Yifei Ye        | CAT                             | RBR                             | LEC                             | MON                             | SPA                             | POR                             | 118    | 1       | [ 8 ]  |
| 2021  | Team WRT | LMP2  | 41 | Oreca 07     | Louis Delétraz Robert Kubica Yifei Ye        | 1                               | 1                               | 5                               | 4                               | 1                               | 2                               | 118    | 1       | [ 8 ]  |

### Deutsche Tourenwagen Masters
| Sezon | Samochód           | Nr | Kierowca           | 1       | 2       | 3       | 4       | 5       | 6       | 7      | 8      | 9       | 10       | 11      | 12      | 13      | 14     | 15      | 16       | 17      | 18      | KK | Punkty | KZ | Punkty |
| ----- | ------------------ | -- | ------------------ | ------- | ------- | ------- | ------- | ------- | ------- | ------ | ------ | ------- | -------- | ------- | ------- | ------- | ------ | ------- | -------- | ------- | ------- | -- | ------ | -- | ------ |
| 2019  | Audi RS5 Turbo DTM | 27 | Jonathan Aberdein  | HOC1 15 | HOC1 12 | ZOL NU  | ZOL 12  | MIS 8   | MIS 7   | NOR 13 | NOR 14 | ASS 6   | ASS 4    | BRH 9   | BRH 13  | LAU 14  | LAU 7  | NÜR 4   | NÜR 5    | HOC2 14 | HOC2 NU | 10 | 67     | 7  | 79     |
| 2019  | Audi RS5 Turbo DTM | 21 | Pietro Fittipaldi  | HOC1 10 | HOC1 15 | ZOL 14  | ZOL 9   | MIS 11  | MIS 5   | NOR NU | NOR 15 | ASS 11  | ASS 10   | BRH DNS | BRH 16  | LAU 7   | LAU 9  | NÜR 15  | NÜR 13   | HOC2 15 | HOC2 15 | 15 | 22     | 7  | 79     |
| 2019  | Audi RS5 Turbo DTM | 34 | Andrea Dovizioso   | HOC1    | HOC1    | ZOL     | ZOL     | MIS 12  | MIS 15  | NOR    | NOR    | ASS     | ASS      | BRH     | BRH     | LAU     | LAU    | NÜR     | NÜR      | HOC2    | HOC2    | NS | 0      | 7  | 79     |
| 2020  | Audi RS5 Turbo DTM | 10 | Harrison Newey     | SPA 13  | SPA NU  | LAU1 10 | LAU1 12 | LAU2 15 | LAU2 13 | ASS 12 | ASS 15 | NÜR1 14 | NÜR1 13  | NÜR2 11 | NÜR2 11 | ZOL1 5  | ZOL1 6 | ZOL2 7  | ZOL2 9   | HOC NU  | HOC 13  | 14 | 27     | 7  | 103    |
| 2020  | Audi RS5 Turbo DTM | 13 | Fabio Scherer      | SPA 12  | SPA 12  | LAU1 14 | LAU1 11 | LAU2 11 | LAU2 13 | ASS 15 | ASS NU | NÜR1 15 | NÜR1 16† | NÜR2 NU | NÜR2 14 | ZOL1 13 | ZOL1 5 | ZOL2 5  | ZOL2 NU  | HOC 13† | HOC 12  | 16 | 20     | 7  | 103    |
| 2020  | Audi RS5 Turbo DTM | 62 | Ferdinand Habsburg | SPA NW  | SPA 15  | LAU1 6  | LAU1 10 | LAU2 11 | LAU2 14 | ASS 8  | ASS 7  | NÜR1 11 | NÜR1 15  | NÜR2 7  | NÜR2 62 | ZOL1 7  | ZOL1 7 | ZOL2 32 | ZOL2 101 | HOC 11  | HOC 14  | 10 | 68     | 7  | 103    |